# Roman P.
Roman P. ist ein Song der Band Psychic TV. Der Song erschien um 1983 erstmals im Live-Repertoire der Band und wurde 1984 in einer ersten Studioversion veröffentlicht. Bekannt wurde vor allem der 1986 veröffentlichte Fireball Mix, der Mitte der 1990er Jahre als Musik in einem Werbespot von VW Verwendung fand. Der Song gehört bis in die jüngere Vergangenheit zum Live-Repertoire der Band und ist auch auf zahlreichen Live-Veröffentlichungen enthalten.

## Geschichte
Der Songtitel nimmt Bezug auf Roman Polański bzw. dem Mord an dessen Ehefrau Sharon Tate durch die Manson Family. Als Komponisten gelten Psychic-TV-Mastermind Genesis P-Orridge und der erste Gitarrist der Band, Alex Fergusson. Die ältesten Versionen des Songs befinden sich auf den Alben New York Scum (Livemitschnitt aus New York vom 19. November 1983) und Those Who Do Not (Live-Mitschnitt aus Reykjavík vom November 1983). Im Jahr 1984 erschien Roman P. als Single bei dem französischen Label Sordide Sentimental. Die B-Seite enthielt u. a. Sprachaufnahmen von Charles Manson und Jim Jones, auf dem beiliegenden Promo-Foto posierte die Band in T-Shirts mit dem Konterfei Mansons. Die ursprünglich auf 3003 Stück limitierte Single wurde später in unbekannter Höhe neu aufgelegt. Die frühen Live-Versionen und die Single-Version von 1984 sind langsam und schleppend vorgetragen.
1986 veröffentlichten Psychic TV auf ihrem eigenen Label Temple Records eine Single mit einer Coverversion von Good Vibrations von den Beach Boys. Die B-Seite des Beach-Boys-Covers und einer der vier Songs der auch als Doppel-7" erschienenen The Magickal Mystery D Tour EP (Temple TOPY 023) war die Fireball Mix genannte Neueinspielung von Roman P. Produziert wurde die für das bisherige Werk der Band außergewöhnlich treibende und poppige Veröffentlichung von Genesis P-Orridge und Ken Thomas. Den Mix besorgte Mark Freegard, der später insbesondere durch seine Produzententätigkeit für Marillion bekannt wurde. Diese Neueinspielung verwendete VW 1995 in der Werbe-Kampagne Drivers wanted.
Der Song gehörte seit seiner Entstehung zum Live-Repertoire von Psychic TV und ist auf zahlreichen Live-Aufnahmen und Compilations enthalten, wobei in den späten 1980er Jahren überwiegend schnellere Versionen live gespielt wurden. Bedingt durch die Entwicklung der Band und deren verschiedene Stilwechsel vor allem im Lauf der 1990er Jahre war der Song just zu jener Zeit, als er durch die VW-Kampagne größere Bekanntheit erfuhr, bei den Auftritten der zeitweise zum Duo oder Trio geschrumpften Band gar nicht mehr live zu hören. Bei der Reaktivierung von Psychic TV 2003 gehörte Roman P. dann jedoch wieder zum Repertoire und wird seitdem in der langsamen Versionen immer wieder aufgeführt. Der Fireball Mix wurde auf dem erst 2004 erschienenen Album Godstar. Thee Director's Cut mit weiteren ursprünglich nur auf Singles und EPs erschienenen und teilweise unveröffentlichten Aufnahmen aus den 1980er Jahren erstmals auf einem zusammengehörigen Studio-Album veröffentlicht.